# Neil Young
Neil Percival Young (Toronto, 12 november 1945) is een Canadese singer-songwriter. Hij begon zijn muzikale carrière in Winnipeg in de jaren 60, waarna hij naar Los Angeles verhuisde. Hier had hij succes met de band Buffalo Springfield waarna hij zich op solowerk richtte met Crazy Horse. Niet veel later sloot hij zich aan bij Crosby, Stills & Nash (and Young). Sinds medio jaren 2010 wordt hij bijgestaan door de band Promise of the Real. Hij bracht tot nu toe 41 studioalbums uit. Het succesvolst was zijn album Harvest uit 1972.
Young is twee keer geïntroduceerd in de Rock and Roll Hall of Fame en heeft meerdere Grammy en Juno Awards ontvangen. In 2000 plaatste Rolling Stone Young op plaats 34 van hun lijst met 100 grootste muzikanten. In 2006 kreeg hij de Orde van Manitoba uitgereikt en hij werd officier in de Orde van Canada in 2009.

## Biografie

### Jeugd
Neil Young is een zoon van schrijver en journalist Scott Young en diens vrouw Edna "Rassy" Ragland. Hij werd geboren op 12 november 1945 om kwart voor zeven 's ochtends in het Toronto General Hospital. Het gezin woonde toen in een huisje aan Brooke Avenue in het noorden van Toronto. Young kreeg al op jonge leeftijd diabetes. In 1951 leed hij aan de virusziekte polio. Hij groeide op in Omemee. Op tienjarige leeftijd begon Young een bedrijfje, Neil Eggs. Hij hield kippen en werkte op een golfbaan om het voer te bekostigen. Hij was toen van plan om zich later aan het Ontario Agricultural College te laten opleiden tot boer. Hij had in zijn jeugd een krantenwijk en stond 's ochtends vroeg op om The Globe and Mail te bezorgen. Mede doordat hij 's avonds naar de radiozender 1050-CHUM luisterde, raakte hij geïnteresseerd in muziek maken. In 1958 kreeg Young zijn eerste muziekinstrument: een plastic ukelele, een kerstgeschenk van zijn ouders.
Toen hij twaalf jaar oud was, scheidden zijn ouders. Hij verhuisde met zijn moeder naar Winnipeg. Hij ging achtereenvolgens naar de Earl Grey Junior High School en de Kelvin High School. Daar vormde hij zijn eerste bandje, The Jades. Andere bandjes waarin hij speelde waren The Esquires, The Stardusters en The Classics (later The Collectors).

### Begin van muzikale loopbaan

#### The Squires
Zijn eerste succes boekte Young met The Squires, een rock-'n-rollgroep die verder uit drummer Ken Smyth, bassist Ken Koblun en slaggitarist Allan Bates bestond. Deze band maakte instrumentale muziek en coverde popliedjes van onder andere The Shadows. The Squires oefenden een paar keer per week in Smyths kelder. Young had zelf de versterkers in elkaar gezet. Hij speelde op een oranje Gretsch-gitaar. De band toerde rond in de auto van Youngs moeder of in de Chrysler van Smyths vader. Bij radio-dj Bob Bradburn namen ze op 23 juli 1963 onder meer de single The sultan op, die V Records in november 1963 uitbracht. Het was Youngs eerste opnamesessie en tijdens deze sessie werd ook voor het eerst zijn zang opgenomen, al bleven The Squires daarna louter instrumentale muziek spelen.

"I discovered I could yell and play really loud, and that was fun, I liked that".
— Neil Young over zijn zang en gitaarspel als lid van The Squires.

In de zomer van 1964 gingen The Squires uit elkaar. Young deed het slecht op school en stopte ermee toen hij achttien jaar was. In de herfst van 1964 richtte hij de groep opnieuw op met Koblun, schoolvriend Bill Edmundson en pianospeler Jeff Wuckert. Ze traden sindsdien op als Neil Young & The Squires. Young kocht een gammele lijkwagen, een Buick Roadmaster uit 1948, waarmee de band rondreisde. Ze speelden in het voorjaar van 1965 in het voorprogramma van Stephen Stills' band The Company. In de zomer werd de band opgeheven en ging Young solo verder. Hij verruilde zijn Gretsch-gitaar voor een twaalfsnarige akoestische gitaar.

#### The Mynah Birds
In januari 1966 sloot hij zich op verzoek van bassist Bruce Palmer aan bij The Mynah Birds uit Toronto. James Johnson Jr., die in de jaren tachtig een grote hit zou scoren met het funknummer Super freak, was leadzanger van deze band. Hij was uit de Amerikaanse marine gedeserteerd en werkte in Canada onder het pseudoniem Rick James, om zich voor de autoriteiten te verbergen. James' oom, Melvin Franklin van The Temptations, bracht de band in contact met Motown.
The Mynah Birds namen voor Motown zestien liedjes op. Ze combineerden rock-'n-roll met soul. Young beschreef zelf de muziek van The Mynah Birds als "a Rolling Stones kind of R&B thing": "rhythm-and-blues zoals The Rolling Stones die speelden". Hij gebruikte eerst nog zijn twaalfsnarige gitaar, maar zakenman John David Eaton schonk hem een elektrische gitaar van het merk Rickenbacker en een aantal versterkers. De opnamen waren nog in volle gang toen James wegens zijn desertie werd gearresteerd, waardoor de band in maart 1966 uit elkaar ging. Hun platencontract werd ontbonden en Motown gaf hun muziek dus niet uit. Een musicoloog wist de tapes in het begin van de jaren negentig in het Motown-archief terug te vinden. Eén single, getiteld It's my time, met op de B-kant Go on and cry, werd pas in 2006 voor het eerst uitgegeven.

### Buffalo Springfield
Palmer en Young verkochten de gitaar en de versterkers die Eaton hen had geschonken. Met dit geld kocht Young weer een zwarte lijkwagen uit 1953 van het merk Pontiac. Hiermee reisde het tweetal naar Californië om daar hun geluk te beproeven. Op 6 april 1966 kwamen Palmer en Young op de Sunset Boulevard in Los Angeles Stills tegen. Young, Palmer, Stills en Richie Furay richtten de rockband The Herd op. Algauw vernoemden ze zich naar een stoomwals: Buffalo Springfield. Op 15 april dat jaar trad de band voor het eerst samen op, in het voorprogramma van The Byrds. Daarna speelden ze als vaste groep in de uitgaansgelegenheid Whiskey A Go-Go. Hun debuutalbum, Buffalo Springfield, werd in 1967 door Atlantic Records uitgegeven. De single For What It's Worth werd een grote hit.
Young had voortdurend ruzie met Stills. In mei 1967 verliet hij de band, maar al na vier maanden keerde hij terug. Tijdens zijn afwezigheid speelde Buffalo Springfield onder meer op het Monterey Pop Festival, waarbij Young vervangen werd door David Crosby van The Byrds. De muziek die de band na hun debuutalbum met én zonder Young opnam, zou aanvankelijk door Atco Records worden uitgegeven als album met de titel Stampede, maar het album werd niet afgemaakt en is nooit uitgegeven. In plaats daarvan werd Buffalo Springfield again als opvolger van het debuut uitgegeven.
De hereniging van Young met Buffalo Springfield was van korte duur. In mei 1968 verliet hij opnieuw de band en een paar weken later hield Buffalo Springfield op te bestaan. Young was teleurgesteld. In een interview in februari 1969 verklaarde hij dat de band meer had kunnen bereiken, maar dat het gebrekkige succes het onmogelijk maakte nog langer samen te werken: "It's hard enough to live with yourself, when you've considered what you've done a failure rather than a succes (...), living with four other guys is even harder." Op 5 februari 1968 nam Young zijn laatste liedje, I am a child, voor het derde album op in de Sunset Sound Studios. De band trad op 5 mei dat jaar in de Long Beach Arena in Long Beach (Californië) voor het laatst op. Het derde album, Last time around, werd op 30 juli 1968 uitgegeven.

### Solocarrière

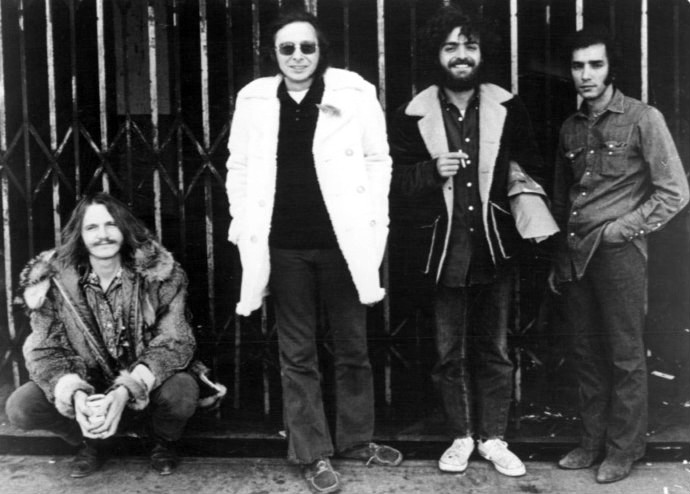
Crazy Horse in 1972 met van links naar rechts: Danny Whitten, Jack Nitzsche, Billy Talbot en Ralph Molina.

Na Buffalo Springfield werkte Young aan zijn eerste soloalbum, Neil Young. Zijn manager Elliot Roberts en pianist en producer Jack Nitzsche hielpen hem aan een platencontract bij Reprise Records, dat het album in november 1968 uitgaf. Een maand later volgde de single The loner met op de B-kant een liveopname van het liedje Sugar mountain. Voor zijn tweede soloalbum, Everybody knows this is nowhere uit 1969, werkte Young voor het eerst samen met de Amerikaanse band Crazy Horse. Deze band was oorspronkelijk een zanggroep en bestond destijds uit bassist Billy Talbot, drummer Ralph Molina, gitarist Danny Whitten, gitarist George Whitsell en violist Bobby Notkoff. Young speelde met The Rockets, zoals de band zich toen nog noemde, in de Whisky-a-Go-Go.

#### Crosby, Stills, Nash & Young
Na Everybody knows this is nowhere sloot Young zich aan bij de supergroep Crosby, Stills & Nash. Zij hadden al succes gehad met hun eerste album, Crosby, Stills & Nash. Stills vroeg eerst John Sebastian van The Lovin' Spoonful, maar deze weigerde. Crosby, Stills, Nash & Young, afgekort tot CSNY, traden op 16 augustus 1969 voor het eerst op. Twee dagen later speelden ze ook op het muziekfestival Woodstock. In twee maanden namen ze het album Déjà vu op. Het album was een groot succes. Er werden meer dan zeven miljoen exemplaren van verkocht. De liedjes Woodstock, geschreven door Joni Mitchell, Teach your children en Our house werden als singles uitgebracht.
In de winter van 1969 toerden ze door Noord-Amerika en in 1970 door Europa. Op 6 januari dat jaar speelden ze in de Royal Albert Hall te Londen, met onder anderen Paul McCartney en Donovan als publiek. Dit was Youngs eerste optreden in Europa: "That was the first time we'd ever really been affected by nerves. (...) But when Neil gets nervous he plays very hard and puts his guitar out of tune and then has to tune back again", aldus Stills. Door onenigheid tussen de bandleden eindigde de tournee vrij plotseling. Naar aanleiding van het Kent State-bloedbad schreef Young het protestlied Ohio, waardoor het viertal toch weer even bij elkaar kwam om het nieuwe liedje op te nemen. Een live opgenomen versie werd in 1970 als single uitgebracht. In april 1971 bracht Atlantic Records het livealbum 4 way street uit.

#### After the gold rush
Na deze tournee laste de groep een korte pauze in en nam elk bandlid een soloalbum op: After the gold rush van Young, If I could only remember my name van Crosby, Songs for Beginners van Nash en Stephen Stills van Stills. Young speelde op de albums van zowel Crosby als Nash. Voor zijn werk met Nash maakte hij gebruik van het pseudoniem Joe Yankee. After the gold rush nam Young op met Crazy Horse, waar sindsdien ook pianist Jack Nitzsche deel van uitmaakte. Het album piekte op de achtste plaats van de Amerikaanse hitlijst Billboard 200 en op de tweede plaats in de Nederlandse albumlijst. Op dit album staat onder meer Southern man waardoor Lynyrd Skynyrd zich liet uitdagen tot het antwoordlied Sweet Home Alabama.

### Doorbraak

#### Harvest
In 1970 beschadigde Young zijn rug toen hij op zijn ranch stukken hout optilde. Hij had eerder al eens rugklachten gehad. Hij verbleef even in een ziekenhuis en een dokter adviseerde hem om voorzichtig te doen en tijdens optredens een medisch korset ter ondersteuning te dragen. Op 4 december 1970 speelde Young in Carnegie Hall en hij had in januari 1971 een solotournee voor de boeg. Een paar weken na zijn optreden in Carnegie Hall was hij in verband met zijn rugklachten weer in het ziekenhuis. Hij dacht in deze periode voor het eerst na over de samenstelling van een compilatiealbum, dat uiteindelijk als Decade in oktober 1977 werd uitgegeven. Ook tijdens zijn tournee door Canada en de Verenigde Staten in het najaar van 1971 droeg Young een korset. Het kostte hem moeite om een elektrische gitaar te dragen.
In februari 1971 reisde Young naar Nashville (Tennessee) voor een optreden in een televisieprogramma van Johnny Cash. Hij speelde 'The needle and the damage done' en 'Journey through the past'. Na de televisieopnamen ging hij naar een feestje van muziekproducent Elliot Mazer, waarbij ook James Taylor, Linda Ronstadt en Tony Joe White aanwezig waren. Mazer en Young besloten een dag later muziek op te nemen in de Quadrofonic Studios, waarvan Mazer mede-eigenaar was. Met drummer Kenny Buttrey, bassist Troy Seals, gitarist Teddy Irwin en steel-gitarist Ben Keith werden de liedjes 'Bad fog of loneliness' en 'Dance, dance, dance' opgenomen, maar geen van beide werd uitgegeven. In hetzelfde weekend werden ook de liedjes 'Heart of gold', met achtergrondzang van Taylor en Ronstadt, en 'Old man' opgenomen. De groep muzikanten uit Nashville met wie Young samenwerkte (Keith, Drummond, Buttrey en pianist Jack Nitzsche), werd aangeduid als The Stray Gators. Ook Crosby en Nash werkten aan het album mee.
Op 11 augustus 1971 onderging Young in het Cedars of Lebanon Hospital in Los Angeles een operatie aan zijn rug, een tweevoudige laminectomie. Hij verbleef hierna lange tijd op zijn ranch, die hij vernoemde naar het Buffalo Springfield-liedje 'Broken arrow', om van de ingreep te herstellen. De uitgave van zijn nieuwe album, Harvest, werd keer op keer uitgesteld, onder meer omdat Young het niet eens was met het ontwerp voor de albumhoes. Aanvankelijk zou hiervoor een foto van Young gebruikt worden, maar hij wilde niet zelf op de hoes staan. Reprise Records gaf de elpee in februari 1972 met een albumhoes zonder foto uit. Het album betekende Youngs doorbraak als soloartiest. Er werden meer dan twee miljoen exemplaren van verkocht. De single 'Heart of Gold', met op de B-kant het liedje 'Sugar Mountain', werd een Amerikaanse nummer 1-hit.

### Donkere periode

#### Human Highway
Na Harvest kwamen Crosby, Stills, Nash en Young weer bijeen. Ze gingen van eind mei tot begin juni 1973 met bassist Tim Drummond en drummer Johnny Barbata op vakantie naar het Hawaïaanse eiland Maui. Daar namen ze enkele liedjes op, waaronder Human Highway, And so it goes en Prison song. Het album zou Human Highway heten en als albumhoes zou een foto van een ondergaande zon in Hawaï worden gebruikt. Na de vakantie op Hawaï reisde het gezelschap naar Youngs ranch om verder aan het album te werken. Deze opnamesessies verliepen allesbehalve voorspoedig. Stills had te kampen met een cocaïneverslaving en Young hield zich vaak afzijdig van de rest van de groep. Het album werd nooit uitgegeven.

#### The Ditch Trilogy
"How many sensitive songs can you write, before you're just writing sensitive songs, and then it's not sensitive, because it's not real, so you can't live up to expectations."
— Young wilde in deze periode niet eenzelfde album als Harvest maken, omdat hij toch niet aan de verwachtingen zou kunnen voldoen.

Young keerde zich af van het succes van Harvest door een aantal albums uit te geven die commercieel minder aantrekkelijk waren: Time fades away (1973), On the beach (1974) en Tonight's the night (1975). Dit drietal albums wordt ook wel aangeduid als The Ditch Trilogy. Ze werden in november 1972 voorafgegaan door het soundtrackalbum Journey through the past, met muziek van Youngs eerste film. Het werd door Reprise Records uitgegeven als zogenaamde opvolger van Harvest. Young wilde eigenlijk niet dat dit album zou worden uitgegeven, maar hij zegde toe nadat Warner Bros. beloofde om zijn film uit te brengen.
De muziek op de drie albums van The Ditch Trilogy is losjes of zelfs slordig gespeeld en de meeste liedjes zijn behoorlijk somber. In het begin van de jaren zeventig overleden Crazy Horse-lid Danny Whitten en roadie Bruce Berry. Deze gebeurtenissen drukten een stempel op met name Tonight's the night, een album dat de platenbazen niet geschikt vonden om uit te geven. Reprise Records stelde de uitgave uit in de hoop dat Young in de tussentijd een album zou maken dat volgens de platenbazen meer succes zou opleveren. On the beach, waarvan de muziek later werd opgenomen dan die van Tonight's the night, werd daarom eerder uitgegeven.
Zelfs het uitbrengen van Tonight's the night verliep volgens het blad Rolling Stone tegen de wens van de platenmaatschappij. Young had een album af, Homegrown, waarop volgens producer Elliot Mazer een portret van 'een eenzaam man met een gebroken hart ' gegeven werd. Volgens degenen die het gehoord hebben deed het niet onder voor Harvest. De albumhoes was al gedrukt toen Young zich bedacht. Hij had enkele vrienden, onder wie Rick Danko van The Band, voor een luistersessie uitgenodigd en daarbij hoorden die ook Tonight's the night dat op dezelfde tape stond. Nadat Danko zijn voorkeur voor de rauwe kracht daarvan uitsprak, besloot Young toch die plaat uit te brengen, ook omdat hij Homegrown bij nader inzien wat al te persoonlijk vond.
In een interview met Cameron Crowe, dat in augustus 1975 door Rolling Stone werd gepubliceerd, lichtte Young toe dat de aanzet voor deze donkere periode in zijn leven door het overlijden van Danny Whitten werd gegeven. Whitten kampte met een drugsverslaving. Bij een repeteersessie voor het begin van de Time Fades Away-tournee, waarbij verder Ben Keith, Jack Nitzsche, Tim Drummond en Kenny Buttrey aanwezig waren, stuurde Young hem naar huis omdat hij zo ver heen was dat hij niet meer in staat was om te spelen. Young werd nog diezelfde dag door een lijkschouwer gebeld met de boodschap dat Whitten aan een overdosis was overleden.

### Nieuw succes

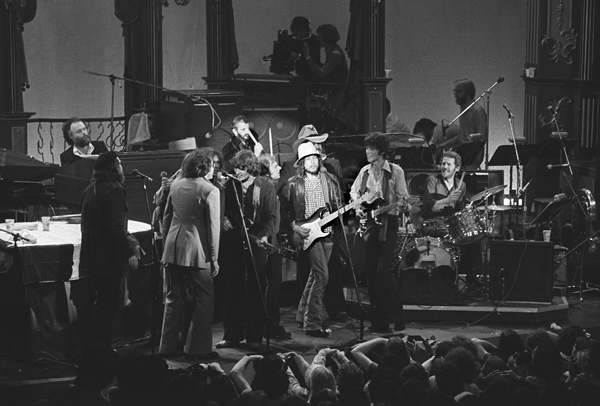
Young met onder anderen Bob Dylan en Van Morrison tijdens het afscheidsconcert van The Band.

Na The Ditch Trilogy volgde in november 1975 weer een album met Crazy Horse, getiteld Zuma. Hierop staat één liedje met Crosby, Stills en Nash, "Through my sails". Het album belandde op de 25ste plaats in de Amerikaanse hitlijst. Op het album staat ook het rocknummer Cortez the killer, dat door het muziekblad Rolling Stone op de 321ste plaats werd gezet in een lijst van de vijfhonderd beste liedjes aller tijden. 
Young zette in 1976 het succes van Zuma voort met Long may you run, dat hij samen met Stephen Stills opnam. De samenwerking bleek echter wederom van korte duur toen Young plotseling een tournee met Stills afbrak. Op 25 november 1976 vertolkte Young tijdens het afscheidsconcert van The Band zijn 'Helpless' met vocale steun van Joni Mitchell, het concert kreeg de naam The Last Waltz. 
Hierna volgde weer een soloalbum, getiteld American stars 'n bars. Linda Ronstadt werkte hieraan mee als achtergrondzangeres. In 1977 gaf Reprise Records ook het compilatiealbum Decade uit, met daarop vier niet eerder uitgebrachte liedjes. Met het folkalbum Comes a time bereikte Young de zevende plaats in de Amerikaanse hitlijst.
In het najaar van 1978 toerde hij door de Verenigde Staten. De concerten van deze tournee bestonden uit twee delen: tijdens de eerste helft trad Young solo op en voor de tweede helft werd hij vergezeld door Crazy Horse. Op het podium stonden enorme, nagemaakte microfoons en luidsprekerkabinetten. Tijdens deze tournee speelde hij voor het eerst liedjes van zijn nieuwe album Rust never sleeps, dat in juni 1979 werd uitgegeven. In november 1979 werd het livealbum Live rust uitgegeven.

### Experimentele jaren

#### Periode bij Geffen Records
Young tekende in 1982 een platencontract bij het pas opgerichte Geffen Records. Hiermee begon een experimentele periode van zijn loopbaan. Hij nam eerst een album vol elektronische muziek (Trans) op en vervolgens een album met rock-'n-roll (Everybody's Rockin'). David Geffen vorderde in juni 1984 drie miljoen dollar van Young, omdat hij geen typische "Neil Young-albums" zou maken. Young verklaarde hierover dat hij, Neil Young, altijd Neil Young-albums maakt. Hij klaagde op zijn beurt Geffen aan voor contractbreuk, omdat hij door de platenmaatschappij zou worden beperkt in zijn artistieke vrijheid. 
Ondertussen toerde Young met de International Harvesters, een countrygroep met muzikanten uit Nashville. In 2012 werd het album A treasure uitgebracht met daarop livemuziek van deze tournee. Bij Geffen Records verschenen in de jaren tachtig ook de albums Old ways (1985), Landing on water (1986) en Life (1987). Er waren plannen voor een reünie van Buffalo Springfield, maar na een repetitie zag Young hiervan af. Dewey Martin (drums) en Bruce Palmer (basgitaar) gingen toen als Buffalo Springfield Revisited op tournee.

#### Terugkeer naar Reprise Records
In 1988, opnieuw onder contract bij Reprise Records, maakte hij met The Bluenotes het bluesgeoriënteerde album This note's for you. Met het gelijknamige liedje bekritiseerde Young de commercialisering van de muziek: "Ain't singin' for Pepsi, ain't singin' for Coke, I don't sing for nobody, makes me look like a joke". In de door Julien Temple geregisseerde muziekvideo werden onder anderen Michael Jackson en Whitney Houston gepersifleerd. Zij prezen respectievelijk Pepsi en Coca-Cola aan. MTV weigerde deze video uit te zenden: het was niet toegestaan om in muziekvideo's merkproducten te tonen. Volgens persvoorlichter Tina Exarhos hanteerde MTV dit beleid om de muziekvideo's van de reclames te onderscheiden. Anderen, onder wie Temple en Young zelf, beweerden dat het MTV erom ging zijn adverteerders een plezier te doen. De beslissing leverde deze muziekzender veel kritiek op, waarna delen van de video alsnog vertoond werden in hun eigen nieuwsprogramma.
In de periode van april 1987 tot september 1988 nam Young zijn tweede studioalbum met Crosby, Stills & Nash op. Crosby kampte in de jaren tachtig met een ernstige cocaïneverslaving en Young had hem beloofd om mee te werken aan het album als hij zou afkicken. Geffen werkte het viertal tegen door van Ahmet Ertegün, de baas van Atlantic Records, vijftig procent van de opbrengsten te eisen vanwege Youngs deelname. Het project werd nog eens uitgesteld toen Young in augustus 1988 aan een Amerikaanse solotournee begon voor zijn album Life. Het album met Crosby, Stills en Nash, getiteld American dream, werd uiteindelijk in november 1988 door Atlantic Records uitgegeven. Begin 1989 verscheen de mini-elpee Eldorado, maar alleen in Japan en Australië. 
Later dat jaar verscheen Freedom, waarmee hij terugkeerde naar zijn oude stijl. Het nummer Rockin' in the free world werd een bescheiden hit, maar groeide voor velen onder invloed van de val van het IJzeren Gordijn en het einde van de Koude Oorlog uit tot een lijflied.

### Jaren negentig
Gedurende de jaren negentig werkte Young gestaag door. In 1990 verscheen het met Crazy Horse opgenomen Ragged glory, gevolgd door het live-album Weld. In 1992 werd Harvest Moon uitgebracht. Dit album werd met dezelfde muzikanten opgenomen als het in 1972 uitgebrachte album Harvest. In 1993 verscheen Unplugged, waarmee Neil zichzelf wederom in de belangstelling zette. Hij schreef het nummer Philadelphia voor de gelijknamige film en werkte samen met Randy Bachman. Met Crazy Horse werd Sleeps with angels opgenomen. De titelsong Sleeps with angels is een afscheidslied naar aanleiding van Kurt Cobains dood. 
In 1995 nam de inmiddels tot Godfather of Grunge omgedoopte zanger met Pearl Jam het album Mirror ball op. Ook produceerde hij de soundtrack voor de Jim Jarmusch-film Dead Man, met Johnny Depp. De samenwerking met Jim Jarmusch leidde in 1997 tot de rockumentary Year of the horse, grotendeels een verslag van de toer die volgde na de release van Broken arrow een jaar eerder. Aan het eind van 1999 werd Looking forward, het derde album met Crosby, Stills & Nash, uitgebracht.

### Jaren 2000-2009

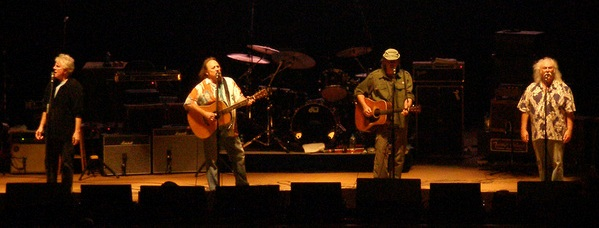
Graham Nash, Stephen Stills, Neil Young en David Crosby in 2006.

In 2000 kreeg hij een ster op Canada's Walk of Fame. De albums Silver & gold en Road rock vol. 1 werden uitgebracht. Naar aanleiding van de aanslagen op 11 september schreef Young het nummer Let's roll, dat in het voorjaar van 2002 verscheen op het album Are you passionate?. Hij bracht tijdens een benefietconcert, America: A Tribute to Heroes, het door John Lennon geschreven liedje Imagine ten gehore. In 2003 kwam het conceptalbum Greendale uit, dat vergezeld werd door zijn ondertussen vierde, gelijknamige film. 
In 2005 bracht hij de ingetogen, persoonlijk getinte cd Prairie wind uit, waarvan een live-registratie werd gefilmd door Jonathan Demme en uitgebracht als Heart of gold, en in 2006 Living with war, een stevig rockende aanklacht tegen het Irak-beleid van president George W. Bush. Vooral het nummer Let's impeach the president zorgde voor veel beroering. 
De archieven werden dan eindelijk geopend met de albums Live at the Fillmore East met Crazy Horse en het akoestische album Live at Massey Hall 1971 als eerste uitgaven.
Eind 2007 verscheen Chrome dreams II, vernoemd naar het dertig jaar eerder onuitgebrachte album Chrome dreams. In februari 2008 toerde Neil Young door Europa waarbij hij kleine theaters aandeed. In juli keerde de zanger met zijn band, die naast Young bestond uit Ben Keith (gitaar), Ralph Molina (drums) en Rick Rosas (bas) terug naar Nederland en België. Op 4 juli speelden ze op Rock Werchter en op 11 juli op het Bospop-terrein in Weert. In de herfst werd de (concert)film Déjà Vu Live uitgebracht, een registratie van de twee jaar eerder gehouden Freedom Of Speech-tournee met Crosby, Stills & Nash, waarin hij felle kritiek uitte op de Irak-oorlog. 
In november 2008 verscheen het derde deel uit de Neil Young Archives-series. Het betrof een van zijn eerste soloperformances na het uiteenvallen van Buffalo Springfield, getiteld Sugar mountain. In april 2009 verscheen het 31e studioalbum Fork in the road. In de zomer van 2009 kwam de langverwachte Neil Young Archives-box uit. Later dat jaar verscheen ook nog Dreamin' man live '92, een akoestische liveversie van het album Harvest moon.

### 2010-heden

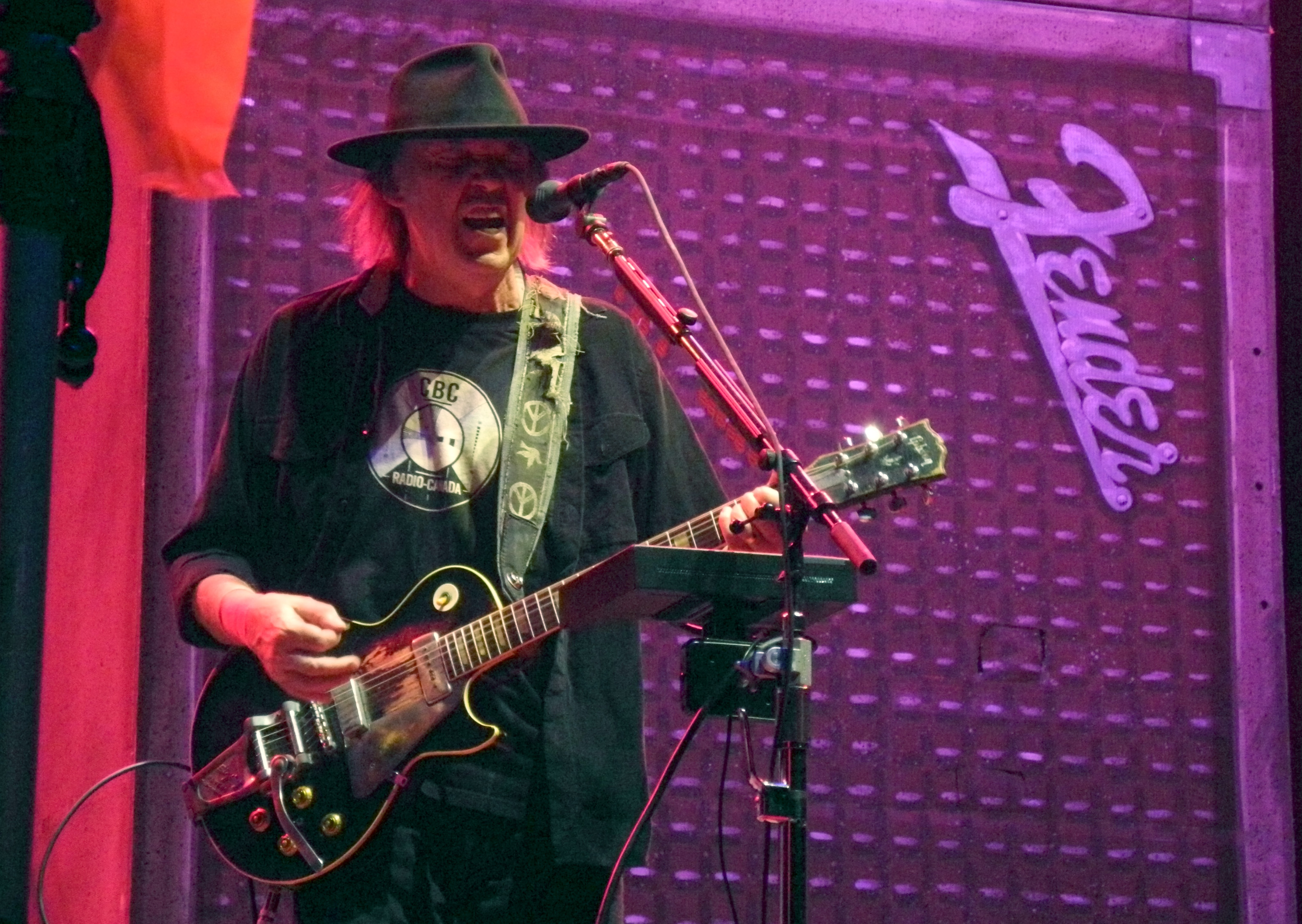
Young tijdens een tournee met Crazy Horse in 2013.

In mei en juni 2010 ging Young op tournee door de Verenigde Staten. Bert Jansch stond in zijn voorprogramma. De tournee was getiteld de Twisted Road Tour. Hij speelde veel liedjes van zijn nieuwe soloalbum, dat aanvankelijk de titel Twisted road zou krijgen. Het kreeg uiteindelijk de titel Le noise, naar de muziekproducent Daniel Lanois. Young nam de muziek voor dit album op bij Lanois thuis in Los Angeles tijdens vier nachtelijke sessies. Het album werd op 28 september 2010 uitgebracht.
Young, Stills en Richie Furay kwamen in oktober 2010 voor het eerst sinds 1968 weer bijeen voor een reünie van Buffalo Springfield. Ze traden op tijdens het Bridge School Benefit en begonnen met het liedje "On the way home". In juni 2011 toerden ze kort door de Verenigde Staten en ze speelden ook op het Bonnaroo-festival. Een tweede Amerikaanse tournee zou plaatsvinden in het najaar van 2011, maar werd eerst uitgesteld en ging uiteindelijk helemaal niet door toen Young ervan af zag. Young, die een van de optredens aankondigde met "We're Buffalo Springfield, and we're from the past" ('Wij zijn Buffalo Springfield en wij zijn van vroeger'), zei dat hij vooruit wilde en niet in het verleden wilde blijven hangen: "I'd be on a tour of my past for the rest of fucking time, which I can't do. I have to be able to move forward."
In mei 2012 publiceerde het muziekblad SPIN een lijst van de honderd beste gitaristen aller tijden, waarin Young op de twintigste plaats stond. Met Crazy Horse nam Young het album Americana op, dat begin juni 2012 werd uitgebracht. Er staan vertolkingen op van traditionals, zoals This land is your land en God save the queen. 
In februari 2012 kondigde Young aan dat hij nog een album met Crazy Horse zou opnemen. Dit dubbelalbum, Psychedelic pill, werd in oktober 2012 uitgebracht. Ter gelegenheid van het album toerde Young met Crazy Horse door Europa. De laatste zeven concerten van deze tournee werden echter afgelast omdat gitarist Frank Sampedro zijn hand had gebroken. Ook een tournee door Noord-Amerika ging om deze reden niet door.
In januari 2014 voerde Young actie tegen de ontginning van de teerzanden in het Athabascagebied in Canada. Aan de actie koppelde hij een tournee met de naam Honour the treaties. De opbrengst van vier van deze concerten werd ingezet voor de juridische strijd van de Athabasca Chipewyan First Nation (ACFN), een vertegenwoordiging van de Indiaanse stam die in het Athabascagebied leeft, tegen de Canadese overheid, die Shell Canada (onderdeel van Royal Dutch Shell) toestemming had gegeven om de ontginning verder uit te breiden. De ACFN maakt zich zorgen over de gevolgen voor het milieu, terwijl voorstanders van het project de economische belangen benadrukken. Young zorgde onder meer voor ophef toen hij in september 2013 Fort McMurray vergeleek met Hiroshima. Een lokaal radiostation weigerde daarom nog langer zijn muziek te draaien.
Young nam met Jack White als muziekproducent het album A letter home op, dat in 2014 door Third Man Records werd uitgegeven. In de zomer van 2014 toerde Young weer met Crazy Horse door Europa. Bassist Billy Talbot kreeg in juni een lichte beroerte en werd daarom vervangen door Rick Rosas.  Op 4 november 2014 bracht hij het album Storytone uit, twee dagen later overleed Rick Rosas.
In juni 2015 bracht hij het conceptalbum The Monsanto years uit. In het album bekritiseert hij bedrijven als Monsanto en Starbucks. Hij maakte dit album in samenwerking met Promise of the Real, de band van Lukas Nelson, zoon van Willie Nelson. Ook de andere zoon van Willie, Micah Nelson deed mee.
In maart 2016 maakte Neil bekend in juni 2016 met een nieuw livealbum te komen, opnieuw in samenwerking met Promise of the Real.
Het album van 98 minuten heet Earth en bevat tracks uit zijn oeuvre die een ecologische strekking hebben. Samples van diergeluiden, van krekels tot walvissen, zijn aan de opnamen toegevoegd.
In oktober 2016 maakte Young deel uit van de bezetting van Desert Trip, een festival in Californië dat zes van de grootste artiesten uit de popmuziek samenbracht. In deze periode werd ook een handvol nieuwe nummers van een nog te verschijnen album uitgevoerd, namelijk het op 9 december 2016 verschenen Peace Trail, waarin Young zich niet door Promise of the Real liet begeleiden, maar slechts door sessiebassist Paul Bushnell en de bekende drummer Jim Keltner.
In september 2017 bracht Young zijn 38e studioalbum uit, genaamd Hitchhiker. Dit album was al in 1976 opgenomen maar werd nooit eerder uitgebracht. Het werd uitgebracht als onderdeel van de Special release series, een onderdeel van de Neil Young Archives. Deze streamingdienst van hoge kwaliteit opende op 1 december van dat jaar. Op dezelfde dag bracht hij The visitor uit, zijn tweede album samen met de band Promise of the Real.
In oktober 2019 hervatte Young de samenwerking met Crazy Horse met zijn 39e studioalbum Colorado. Ook Nils Lofgren was weer van de partij.
In 2022 klaagde Young dat Spotify nepnieuws over COVID-19 verspreidt van The Joe Rogan Experience. Hij wilde dat het platform zou kiezen voor zijn muziek of de podcasts van Joe Rogan. Spotify verwijderde weliswaar 20.000 afleveringen over corona, maar dat was voor Young onvoldoende. Hij liet vervolgens zijn muziek van het platform verwijderen. Young kende maandelijks ruim zes miljoen luisteraars op Spotify. Joni Mitchell alsook zijn oud bandgenoten Crosby, Stills & Nash volgden Young hierin hoewel ze geen zeggenschap over al hun opnames en song-rechten hebben en zodoende niet al hun muziek zomaar van Spotify konden verwijderen.
De boycot van Spotify door Young eindigde in maart 2024 nadat het exclusieve contract van Rogan met Spotify verliep en de podcasts sindsdien ook via andere streamingplatforms beschikbaar zijn. Een boycot heeft daarom volgens Young geen zin meer, vandaar dat zijn muziek sinds maart 2024 weer via Spotify kan worden gestreamd.

## Persoonlijk leven en andere activiteiten
Neil Young trouwde met zijn eerste vrouw, Susan Acevedo, in december 1968. Ze waren samen tot oktober 1970, toen zij een scheiding aanvroeg.
Van eind 1970 tot 1975 had Young een relatie met actrice Carrie Snodgress. Het lied "A Man Needs a Maid" van Harvest is geïnspireerd door haar te zien in de film Diary of a Mad Housewife. Ze ontmoetten mekaar kort daarna, en zij trok bij hem in op zijn ranch in Noord-Californië. Ze hebben samen een zoon Zeke, die met een hersenverlamming werd geboren.
Neil Young was van 1978 tot 2014 36 jaar lang getrouwd met Pegi Morton. Samen hebben ze twee kinderen, een dochter Amber en een ernstig gehandicapte, grotendeels verlamde zoon, Ben. Morton overleed op 1 januari 2019.  
In 2018 trouwde Neil Young opnieuw, nu met actrice Daryl Hannah.
Young is sinds midden jaren 70 een enthousiast verzamelaar van modeltreinen van het merk Lionel. Sinds 1994 heeft hij een substantieel aandelenpakket opgebouwd in de producent van deze treinen. Hij houdt zich ook actief met het management van het bedrijf bezig. Youngs interesse in het bouwen van modelbanen is grotendeels te danken aan het feit dat hij zo samen met zijn zoon Ben bezig kan zijn. Achter zijn huis heeft Young een hal laten bouwen, waarin hij, samen met zijn familie, een zeer grote modelbaan heeft gebouwd.
Neil Young is betrokken bij diverse goede doelen. Jaarlijks organiseerde hij het Bridge School Benefit, waarvan de opbrengsten naar de Bridge School in San Francisco gingen. Hij heeft ook diverse bijdragen geleverd aan Farm Aid, een eveneens jaarlijks terugkerende actie om de aandacht te vestigen op de slechte financiële situatie waarin veel Amerikaanse boeren zich bevinden.
In 2012 richtte Neil Young het bedrijf PonoMusic op, met als doel een muziek- en mediaspeler aan te bieden die, in tegenstelling tot de mediaspelers die momenteel de draagbare audio-markt domineren, hoge resolutie-albums kan afspelen en tegelijkertijd eenvoudig te bedienen is. In december 2017 ging PonoMusic failliet.

## Stijl
Kenmerkend voor de muziek zijn Youngs hoge, onvaste falsetto en zijn afwisselend akoestische en elektrische gitaarspel. AllMusic-schrijver Stephen Thomas Erlewine onderscheidt twee stijlen in de muziek van Young: gevoelige folk en countryrock aan de ene kant en 'verpletterend luide' gitaarrock aan de andere kant.

## Discografie

### Albums
Hieronder volgt een overzicht van de albumtop in Canada, de VS, Nederland (aanvankelijk Veronica, later de Album Top 100) en België (Ultratop). Het maximumaantal albums van beide ligt op respectievelijk 100 en 200, maar was niet gelijk gedurende de jaren.
| Jaar                       | album                                          | Canada | VS  | Nederland | Nederland | België | België | Opmerking                                                                              |
| Jaar                       | album                                          | Canada | VS  | piek      | weken     | piek   | weken  | Opmerking                                                                              |
| -------------------------- | ---------------------------------------------- | ------ | --- | --------- | --------- | ------ | ------ | -------------------------------------------------------------------------------------- |
| 1968                       | Neil Young                                     | -      | -   |           |           |        |        |                                                                                        |
| 1969                       | Everybody knows this is nowhere                | 32     | 34  |           |           |        |        | met Crazy Horse                                                                        |
| 1970                       | After the goldrush                             | 5      | 8   | 2         | 29        |        |        |                                                                                        |
| 1972                       | Harvest                                        | 1      | 1   | 1(7wk)    | 26        |        |        | met The Stray Gators                                                                   |
| 1974                       | On the beach                                   | 13     | 16  | 8         | 14        | 17     | 8      | Belgische versie in 2003                                                               |
| 1975                       | Tonight's the night                            | 61     | 25  | 6         | 10        |        |        | met The Santa Monica Flyers                                                            |
| 1975                       | Zuma                                           | 69     | 25  | 6         | 16        |        |        | met Crazy Horse                                                                        |
| 1977                       | American stars 'n bars                         | 16     | 21  | 5         | 10        |        |        | met Crazy Horse                                                                        |
| 1978                       | Comes a time                                   | 4      | 7   | 5         | 16        |        |        | Het album zou eigenlijk "Give to the wind" heten                                       |
| 1980                       | Hawks & doves                                  | 50     | 30  | 30        | 6         |        |        |                                                                                        |
| 1981                       | Re-ac-tor                                      | 20     | 27  |           |           |        |        | met Crazy Horse                                                                        |
| 1982                       | Trans                                          | 10     | 19  | 22        | 8         |        |        |                                                                                        |
| 1983                       | Everybody's rockin'                            | 22     | 46  | 25        | 6         |        |        | met The Shocking Pinks                                                                 |
| 1985                       | Old ways                                       | 31     | 75  | 20        | 9         |        |        |                                                                                        |
| 1986                       | Landing on water                               | 40     | 46  | 30        | 9         |        |        |                                                                                        |
| 1988                       | This note's for you                            | 26     | 61  | 46        | 6         |        |        | met The Bluenotes                                                                      |
| 1989                       | Freedom                                        | 16     | 35  | 18        | 26        |        |        |                                                                                        |
| 1990                       | Ragged glory                                   | 20     | 31  | 16        | 8         |        |        | met Crazy Horse                                                                        |
| 1992                       | Harvest moon                                   | 4      | 16  | 13        | 18        |        |        |                                                                                        |
| 1994                       | Sleeps with angels                             | 7      | 9   | 9         | 11        |        |        | met Crazy Horse                                                                        |
| 1995                       | Mirror ball                                    | 6      | 5   | 23        | 13        | 12     | 14     | met Pearl Jam                                                                          |
| 1996                       | Broken arrow                                   | 26     | 31  | 25        | 11        | 13     | 8      | met Crazy Horse                                                                        |
| 2000                       | Silver and gold                                | 5      | 22  | 25        | 9         | 20     | 4      |                                                                                        |
| 2002                       | Are you passionate?                            | 17     | 10  | 21        | 5         | 13     | 5      | met Booker T. and the MG's                                                             |
| 2003                       | Greendale                                      | 18     | 22  | 20        | 7         | 2      | 6      | met Crazy Horse                                                                        |
| 2005                       | Prairie wind                                   | 3      | 11  | 15        | 7         | 10     | 9      |                                                                                        |
| 2006                       | Living with war                                | 7      | 15  | 24        | 7         | 14     | 11     | met The Restless, ook kwam de stripdown-versie Living with war: "In the beginning" uit |
| 2007                       | Chrome dreams II                               | 8      | 11  | 14        | 16        | 16     | 11     | Chrome dreams (1977) kwam niet uit                                                     |
| 2009                       | Fork in the road                               | 15     | 19  | 23        | 6         | 13     | 11     |                                                                                        |
| 2010                       | Le noise                                       | 2      | 14  | 18        | 8         | 13     | 9      |                                                                                        |
| 2012                       | Americana                                      | 2      | 4   | 15        | 7         | 7      | 24     | met Crazy Horse                                                                        |
| 2012                       | Psychedelic pill                               | 7      | 8   | 11        | 16        | 6      | 24     | met Crazy Horse                                                                        |
| 2014                       | A letter home                                  | 17     | 13  | 18        | 4         | 13     | 19     |                                                                                        |
| 2014                       | Storytone                                      | -      | 33  | 28        | 3         | 20     | 17     |                                                                                        |
| 2015                       | The Monsanto years                             | -      | 21  | 14        | 7         | 24     | 12     | met Promise of the Real                                                                |
| 2016                       | Peace trail                                    | 72     | 76  | 23        | 3         | 30     | 14     |                                                                                        |
| 2017                       | The visitor                                    | 43     | 167 | 39        | 3         | 29     | 10     | met Promise of the Real                                                                |
| 2019                       | Colorado                                       | 83     | 46  | 21        | 2         | 17     | 9      | met Crazy Horse                                                                        |
| 2021                       | Barn                                           | 51     | 66  | 9         | 3         | 13     | 10     | met Crazy Horse                                                                        |
| 2022                       | World record                                   | -      | -   | 31        | 1         | 18     | 6      | met Crazy Horse                                                                        |
| Livealbums:                |                                                |        |     |           |           |        |        |                                                                                        |
| 1973                       | Time fades away                                | 9      | 22  | 10        | 5         | 70     | 2      | met The Stray Gators                                                                   |
| 1979                       | Rust never sleeps                              | 28     | 8   | 19        | 11        |        |        | met Crazy Horse                                                                        |
| 1979                       | Live rust                                      | 27     | 15  |           |           |        |        | met Crazy Horse                                                                        |
| 1987                       | Life                                           | 42     | 75  | 24        | 11        |        |        | met Crazy Horse                                                                        |
| 1991                       | Weld                                           | 58     | 154 | 33        | 6         |        |        | met Crazy Horse                                                                        |
| 1991                       | Arc                                            | -      | -   |           |           |        |        | met Crazy Horse                                                                        |
| 1993                       | Unplugged                                      | 10     | 23  | 12        | 17        |        |        |                                                                                        |
| 1997                       | Year of the horse                              | 75     | 57  | 40        | 6         | 11     | 5      | met Crazy Horse                                                                        |
| 2000                       | Road rock vol. 1                               | -      | 169 |           |           |        |        |                                                                                        |
| 2016                       | Earth                                          | -      | 138 | 30        | 3         | 18     | 13     | met Promise of the Real                                                                |
| 2022                       | Noise & flowers                                | -      | -   | 16        | 1         | 12     | 6      | met Promise of the Real                                                                |
| 2023                       | Before and after                               | -      | -   | 50        | 1         | 76     | 3      |                                                                                        |
| 2024                       | Fuckin' up                                     | -      | -   |           |           | 74     | 3      |                                                                                        |
| Verzamelalbums (selectie): |                                                |        |     |           |           |        |        |                                                                                        |
| 1977                       | Decade                                         | 47     | 43  |           |           |        |        |                                                                                        |
| 1993                       | Lucky thirteen                                 | -      | -   | 26        | 8         |        |        |                                                                                        |
| 2004                       | Greatest hits                                  | 21     | 27  | 49        | 11        | 24     | 16     |                                                                                        |
| 2024                       | Fireplace                                      | -      | -   |           |           |        |        | digitaal via YouTube                                                                   |
| Archives-serie:            |                                                |        |     |           |           |        |        |                                                                                        |
| boxsets:                   |                                                |        |     |           |           |        |        |                                                                                        |
| 2009                       | Neil Young archives vol. 1 1963–1972           | -      | 102 | 7         | 3         | 72     | 1      |                                                                                        |
| 2012                       | Official release series discs 1–4              | -      | -   |           |           |        |        |                                                                                        |
| 2017                       | Official release series discs 5–8              | -      | -   |           |           |        |        |                                                                                        |
| 2017                       | Official release series discs 8.5–12           | -      | -   |           |           |        |        |                                                                                        |
| 2020                       | Neil Young archives volume II: 1972–1976       | -      | -   | 37        | 1         | 49     | 2      |                                                                                        |
| 2022                       | Official release series discs 13, 14, 20 & 21  | -      | -   |           |           |        |        |                                                                                        |
| 2023                       | Official release series discs 22, 23+, 24 & 25 | -      | -   |           |           |        |        |                                                                                        |
| 2024                       | Neil Young archives volume III: 1976–1987      | -      | -   |           |           | 41     | 1      |                                                                                        |
| Performance-serie:         |                                                |        |     |           |           |        |        |                                                                                        |
| 2006                       | Live at the Fillmore East                      | -      | 55  | 64        | 1         | 71     | 3      | met Crazy Horse, livealbum                                                             |
| 2007                       | Live at Massey Hall 1971                       | 1      | 6   | 5         | 15        | 20     | 9      | livealbum                                                                              |
| 2008                       | Sugar mountain - live at Canterbury House 1968 | -      | 40  | 59        | 6         | 57     | 2      | livealbum                                                                              |
| 2009                       | Live at the Riverboat 1969                     | -      | -   |           |           |        |        | livealbum                                                                              |
| 2009                       | Dreamin' man live '92                          | -      | 193 | 74        | 1         |        |        | livealbum                                                                              |
| 2011                       | A treasure                                     | 18     | 29  | 22        | 7         | 39     | 6      | met International Harvesters / livealbum                                               |
| 2013                       | Live at The Cellar Door                        | -      | 28  | 35        | 5         | 61     | 17     | livealbum                                                                              |
| 2015                       | Bluenote café                                  | -      | 89  | 21        | 4         | 17     | 13     | met Bluenote Café / livealbum                                                          |
| 2018                       | Roxy – tonight's the night live                | -      | 70  | 41        | 2         | 27     | 7      | met The Santa Monica Flyers                                                            |
| 2018                       | Songs for Judy                                 | -      | -   | 47        | 4         | 35     | 7      | livealbum                                                                              |
| 2019                       | Tuscaloosa                                     | -      | 108 | 57        | 1         | 48     | 7      | met The Stray Gators                                                                   |
| 2020                       | Return to Greendale                            | -      | -   | 67        | 1         | 92     | 2      | met Crazy Horse, livealbum                                                             |
| 2021                       | Way down in the rust bucket                    | -      | 109 | 45        | 1         | 19     | 6      | met Crazy Horse, livealbum                                                             |
| 2021                       | Young Shakespeare                              | -      | 95  | 22        | 1         | 10     | 6      | livealbum                                                                              |
| Special release-serie:     |                                                |        |     |           |           |        |        |                                                                                        |
| 2017                       | Hitchhiker                                     | 23     | 20  | 14        | 3         | 9      | 16     |                                                                                        |
| 2018                       | Paradox                                        | -      | -   | 85        | 1         | 57     | 6      | soundtrack                                                                             |
| 2020                       | Homegrown                                      | 51     | 17  | 2         | 7         | 4      | 14     | oorspronkelijke release gepland voor 1975                                              |
| 2022                       | Toast                                          | -      | 198 | 18        | 1         | 11     | 7      | met Crazy Horse, opgenomen in 2001                                                     |
| 2023                       | Chrome dreams                                  | -      | 186 | 33        | 1         | 26     | 5      | opgenomen in 1974-77                                                                   |
| 2023                       | Odeon Budokan                                  | -      | -   |           |           |        |        | met Crazy Horse, opgenomen in 1976                                                     |
| 2024                       | Dume                                           | -      | -   |           |           | 186    | 1      |                                                                                        |
| 2024                       | Early daze                                     | -      | -   |           |           | 42     | 3      |                                                                                        |
| 2025                       | Oceanside countryside-                         | -      |     |           | 142       | 1      |        |                                                                                        |
| Bootleg-serie:             |                                                |        |     |           |           |        |        |                                                                                        |
| 2021                       | Carnegie Hall 1970                             | -      | 145 | 21        | 2         | 23     | 4      |                                                                                        |
| 2022                       | Royce Hall 1971                                | -      | -   | 78        | 1         | 71     | 2      |                                                                                        |
| 2022                       | Dorothy Chandler Pavilion 1971                 | -      | -   | 64        | 1         | 47     | 1      |                                                                                        |
| 2022                       | Citizen Kane Jr. blues 1974                    | -      | -   | 59        | 1         | 38     | 2      |                                                                                        |
| 2023                       | Somewhere under the rainbow                    | -      | 94  | 67        | 1         | 60     | 2      |                                                                                        |
| Anders (selectie):         |                                                |        |     |           |           |        |        |                                                                                        |
| 1972                       | Journey through the past                       | 19     | 45  |           |           |        |        | soundtrack                                                                             |
| 1976                       | Long may you run                               | 35     | 26  | 6         | 12        |        |        | als The Stills Young Band / met Stephen Stills                                         |
| 1980                       | Where the buffalo roam                         | -      | -   |           |           |        |        | soundtrack                                                                             |
| 1989                       | Eldorado                                       | -      | -   |           |           |        |        | ep                                                                                     |
| 1994                       | Gold anniversary edition                       | -      | -   |           |           |        |        | boxset                                                                                 |
| 1996                       | Dead man                                       | -      | -   |           |           |        |        | soundtrack                                                                             |
| 2020                       | The times                                      | -      | -   |           |           |        |        | live ep                                                                                |

### Singles
Hieronder staan de singles die Neil Young in Canada, de VS, Nederland en/of België heeft uitgebracht. De noteringen verwijzen naar de hoofdlijsten voor de betreffende landen, waarbij in Nederland en België twee hitlijsten gangbaar zijn de Top 40 en Nationale Hitparade (beide in Nederland), en de BRT Top 30 en de Ultratop (beide in België). Verschillende singles bereikten in Canada en de VS ook genrelijsten, zoals de adult contemporary, country en rock.
| Jaar | single                                                | Canada | VS   | NL Top 40 | NL Top 40 | NL Hitparade | NL Hitparade | B BRT | B BRT | B Ultratop | B Ultratop | Opmerking                                          |
| Jaar | single                                                | piek   | piek | piek      | weken     | piek         | weken        | piek  | weken | piek       | weken      | Opmerking                                          |
| ---- | ----------------------------------------------------- | ------ | ---- | --------- | --------- | ------------ | ------------ | ----- | ----- | ---------- | ---------- | -------------------------------------------------- |
| 1969 | The loner                                             | -      | -    |           |           |              |              |       |       |            |            |                                                    |
| 1969 | Everybody knows this is nowhere                       | -      | -    |           |           |              |              |       |       |            |            |                                                    |
| 1969 | Down by the river                                     | -      | -    |           |           |              |              |       |       |            |            |                                                    |
| 1969 | Oh lonesome me                                        | -      | -    | 32        | 3         | 28           | 2            |       |       |            |            |                                                    |
| 1970 | Cinnamon girl                                         | 25     | 55   |           |           |              |              |       |       |            |            |                                                    |
| 1970 | Only love can break your heart                        | 16     | 33   | 18        | 5         | 19           | 4            |       |       |            |            |                                                    |
| 1971 | When you dance I can really love                      | 54     | 93   |           |           |              |              |       |       |            |            |                                                    |
| 1971 | Heart of gold                                         | 1      | 1    | 9         | 9         | 8            | 6            | 25    | 2     | 30         | 1          |                                                    |
| 1972 | Old man                                               | 4      | 31   | tip15     | -         | tip6         | -            |       |       |            |            | met Crazy Horse                                    |
| 1972 | War song                                              | 40     | 61   | tip7      | -         |              |              |       |       |            |            | met Nash & Stray Gators                            |
| 1973 | Time fades away                                       | -      | -    |           |           |              |              |       |       |            |            |                                                    |
| 1974 | Walk on                                               | -      | 69   |           |           |              |              |       |       |            |            |                                                    |
| 1975 | Lookin' for a love                                    | 48     | -    |           |           |              |              |       |       |            |            |                                                    |
| 1975 | Drive back                                            | -      | -    |           |           |              |              |       |       |            |            |                                                    |
| 1976 | Long may you run                                      | -      | -    | 17        | 8         | 18           | 4            |       |       |            |            | samen met Stephen Stills als The Stills Young Band |
| 1976 | Midnight on the bay                                   | -      | -    |           |           |              |              |       |       |            |            | als Stills Young Band                              |
| 1977 | Hey babe                                              | -      | -    |           |           |              |              |       |       |            |            |                                                    |
| 1977 | Like a hurricane                                      | -      | -    |           |           |              |              |       |       |            |            |                                                    |
| 1977 | Sugar mountain                                        | -      | -    |           |           |              |              |       |       |            |            |                                                    |
| 1978 | Comes a time                                          | -      | -    | 25        | 7         | 30           | 8            |       |       |            |            |                                                    |
| 1978 | Four strong winds                                     | 61     | 61   |           |           |              |              |       |       |            |            |                                                    |
| 1979 | Hey hey, my my (Into the black)                       | -      | 79   |           |           |              |              |       |       |            |            |                                                    |
| 1980 | The loner                                             | -      | -    |           |           |              |              |       |       |            |            | live                                               |
| 1981 | Stayin' power                                         | -      | -    |           |           |              |              |       |       |            |            |                                                    |
| 1981 | Opera star                                            | -      | -    |           |           |              |              |       |       |            |            |                                                    |
| 1981 | Southern Pacific                                      | -      | 70   |           |           |              |              |       |       |            |            |                                                    |
| 1982 | Little thing called love                              | -      | 71   |           |           |              |              |       |       |            |            |                                                    |
| 1982 | Sample and hold                                       | -      | -    |           |           |              |              |       |       |            |            |                                                    |
| 1982 | Mr. Soul                                              | -      | -    |           |           |              |              |       |       |            |            |                                                    |
| 1983 | Wonderin'                                             | -      | -    |           |           |              |              |       |       |            |            |                                                    |
| 1983 | Cry, cry, cry                                         | -      | -    |           |           |              |              |       |       |            |            |                                                    |
| 1985 | Get back to the country                               | -      | -    |           |           |              |              |       |       |            |            |                                                    |
| 1985 | Old ways                                              | -      | -    |           |           |              |              |       |       |            |            |                                                    |
| 1986 | Touch the night                                       | -      | -    |           |           |              |              |       |       |            |            |                                                    |
| 1986 | Weight of the world                                   | -      | -    |           |           |              |              |       |       |            |            |                                                    |
| 1987 | Long walk home                                        | -      | -    |           |           |              |              |       |       |            |            |                                                    |
| 1987 | Mideast vacation                                      | -      | -    |           |           |              |              |       |       |            |            |                                                    |
| 1988 | This note's for you                                   | 80     | -    |           |           |              |              |       |       |            |            |                                                    |
| 1988 | Ten men workin'                                       | -      | -    |           |           |              |              |       |       |            |            |                                                    |
| 1989 | Rockin' in the free world                             | 39     | -    |           |           |              |              |       |       |            |            |                                                    |
| 1989 | No more                                               | -      | -    |           |           |              |              |       |       |            |            |                                                    |
| 1990 | Mansion on the hill                                   | -      | -    |           |           |              |              |       |       |            |            |                                                    |
| 1989 | Crime in the city                                     | -      | -    |           |           |              |              |       |       |            |            | live                                               |
| 1990 | Over and over                                         | -      | -    |           |           |              |              |       |       |            |            |                                                    |
| 1992 | War of man                                            | -      | -    |           |           |              |              |       |       |            |            |                                                    |
| 1993 | Harvest moon                                          | 5      | -    |           |           |              |              |       |       |            |            |                                                    |
| 1993 | Unknown legend                                        | -      | -    |           |           |              |              |       |       |            |            |                                                    |
| 1993 | The needle and the damage done                        | -      | -    |           |           |              |              |       |       |            |            | live                                               |
| 1993 | Long may you run                                      | 28     | -    |           |           |              |              |       |       |            |            | live                                               |
| 1994 | Philadelphia                                          | -      | -    |           |           |              |              |       |       |            |            |                                                    |
| 1994 | Change your mind                                      | -      | -    |           |           |              |              |       |       |            |            |                                                    |
| 1995 | Downtown                                              | -      | -    |           |           |              |              |       |       |            |            | met Pearl Jam                                      |
| 1995 | Peace and love                                        | -      | -    |           |           |              |              |       |       |            |            | met Pearl Jam                                      |
| 1996 | Big time                                              | -      | -    |           |           |              |              |       |       |            |            |                                                    |
| 2001 | Let's roll                                            | -      | -    |           |           |              |              |       |       |            |            |                                                    |
| 2006 | Let's impeach the president                           | -      | -    |           |           |              |              |       |       |            |            |                                                    |
| 2009 | Fork in the road                                      | -      | -    |           |           |              |              |       |       |            |            |                                                    |
| 2009 | Johnny Magic                                          | -      | -    |           |           |              |              |       |       |            |            |                                                    |
| 2010 | Love and war                                          | -      | -    |           |           |              |              |       |       |            |            |                                                    |
| 2011 | Sign of love                                          | -      | -    |           |           |              |              |       |       |            |            |                                                    |
| 2011 | Grey riders                                           | -      | -    |           |           |              |              |       |       |            |            | live met International Harvesters                  |
| 2014 | Who's gonna stand up                                  |        |      |           |           |              |              |       |       |            |            |                                                    |
| 2015 | A rock star bucks a coffee shop                       |        |      |           |           |              |              |       |       |            |            |                                                    |
| 2015 | Wolfmoon                                              |        |      |           |           |              |              |       |       |            |            |                                                    |
| 2016 | My pledge                                             |        |      |           |           |              |              |       |       |            |            |                                                    |
| 2016 | Show me                                               |        |      |           |           |              |              |       |       |            |            |                                                    |
| 2016 | Peace trail                                           |        |      |           |           |              |              |       |       |            |            |                                                    |
| 2016 | Show me                                               |        |      |           |           |              |              |       |       |            |            |                                                    |
| 2017 | Children of destiny                                   |        |      |           |           |              |              |       |       |            |            | met Promise of the Real                            |
| 2017 | Hitchhiker                                            |        |      |           |           |              |              |       |       |            |            |                                                    |
| 2017 | Already great                                         |        |      |           |           |              |              |       |       |            |            | met Promise of the Real                            |
| 2018 | Almost always                                         |        |      |           |           |              |              |       |       |            |            | met Promise of the Real                            |
| 2018 | Peace trail                                           |        |      |           |           |              |              |       |       |            |            | met Promise of the Real                            |
| 2019 | Milky Way                                             |        |      |           |           |              |              |       |       |            |            | met Crazy Horse                                    |
| 2019 | Rainbow of colors                                     |        |      |           |           |              |              |       |       |            |            | met Crazy Horse                                    |
| 2020 | Lookin' for a leader 2020                             |        |      |           |           |              |              |       |       |            |            | met Crazy Horse                                    |
| 2020 | Falling from above                                    |        |      |           |           |              |              |       |       |            |            | met Crazy Horse                                    |
| 2020 | Bandit                                                |        |      |           |           |              |              |       |       |            |            | met Crazy Horse                                    |
| 2020 | Come along and say you will                           |        |      |           |           |              |              |       |       |            |            |                                                    |
| 2020 | Homefires                                             |        |      |           |           |              |              |       |       |            |            |                                                    |
| 2020 | Powderfinger                                          |        |      |           |           |              |              |       |       |            |            |                                                    |
| 2020 | The losing end                                        |        |      |           |           |              |              |       |       |            |            |                                                    |
| 2020 | Goodbye christians on the shore                       |        |      |           |           |              |              |       |       |            |            |                                                    |
| 2021 | Pocahontas                                            |        |      |           |           |              |              |       |       |            |            |                                                    |
| 2021 | Daughters                                             |        |      |           |           |              |              |       |       |            |            |                                                    |
| 2021 | Stringman                                             |        |      |           |           |              |              |       |       |            |            |                                                    |
| 2021 | Country home                                          |        |      |           |           |              |              |       |       |            |            |                                                    |
| 2021 | Don't cry no tears                                    |        |      |           |           |              |              |       |       |            |            | met Crazy Horse                                    |
| 2021 | Homegrown                                             |        |      |           |           |              |              |       |       |            |            |                                                    |
| 2021 | Tell me why                                           |        |      |           |           |              |              |       |       |            |            |                                                    |
| 2021 | Down by the river                                     |        |      |           |           |              |              |       |       |            |            | met Crazy Horse                                    |
| 2021 | Song of the seasons                                   |        |      |           |           |              |              |       |       |            |            | met Crazy Horse                                    |
| 2021 | Heading west                                          |        |      |           |           |              |              |       |       |            |            | met Crazy Horse                                    |
| 2021 | Welcome back                                          |        |      |           |           |              |              |       |       |            |            | met Crazy Horse                                    |
| 2022 | From Hank to Hendrix                                  |        |      |           |           |              |              |       |       |            |            | met Promise of the Real                            |
| 2022 | Love Earth                                            |        |      |           |           |              |              |       |       |            |            | met Crazy Horse                                    |
| 2022 | Break the chain                                       |        |      |           |           |              |              |       |       |            |            | met Crazy Horse                                    |
| 2023 | Chevrolet                                             |        |      |           |           |              |              |       |       |            |            | met Crazy Horse                                    |
| 2023 | I'm the ocean/Homefires/Burned                        |        |      |           |           |              |              |       |       |            |            |                                                    |
| 2023 | On the way home/If you got love/A dream that can last |        |      |           |           |              |              |       |       |            |            |                                                    |
| 2024 | Stand for peace                                       |        |      |           |           |              |              |       |       |            |            |                                                    |
| 2024 | Bright sunny day                                      |        |      |           |           |              |              |       |       |            |            |                                                    |
| 2024 | Winter winds                                          |        |      |           |           |              |              |       |       |            |            |                                                    |
| 2024 | Lady wingshot                                         |        |      |           |           |              |              |       |       |            |            |                                                    |
| 2024 | Thrasher                                              |        |      |           |           |              |              |       |       |            |            | live                                               |
| 2025 | Big change                                            |        |      |           |           |              |              |       |       |            |            |                                                    |

### Dvd's
| Muziek-dvd met eventuele hitnotering(en) in de Nederlandse Muziek Dvd Top 30 | Datum van verschijnen | Datum van binnenkomst | Hoogste positie | Aantal weken | Opmerkingen     |
| ---------------------------------------------------------------------------- | --------------------- | --------------------- | --------------- | ------------ | --------------- |
| The archives vol. 1 1963-1972 - box set                                      | 2009                  | 06-06-2009            | 7               | 3            |                 |
| Live in Chicago 1992                                                         | 2011                  | 21-05-2011            | 15              | 2            |                 |
| Hold back the tears - Live in concert 2012                                   | 2013                  | 13-07-2013            | 25              | 1            |                 |
| Rust never sleeps                                                            | 2016                  | 23-07-2016            | 18              | 4            | met Crazy Horse |

### Bootlegs (selectie)
- 1976 - At the Roman Colosseum (Spaceward Records, Inc)
- 1989 - Winterlong (2 cd, met Crazy Horse, Fillmore East 1970)
- 1990 - In Concert
- 1991 - Crime In The City
- 1992 - The Lost Tapes (toegeschreven aan Neil Young, maar naar eigen zeggen niet van hem)
- 1992 - Mirror Man
- 1992 - Accoustic Young
- 1993 - Keep On Rockin' In The Free World dubbel-cd met Booker T. & the M.G.'s
- 2000 - Lucky Seventeen
- 2003 - Young Dreams & Indians met het onuitgebrachte Chrome Dreams-album
- 2006 - Going Back To Canada

### Video's
- 1994 - The Complex Sessions
- 2000 - Silver & Gold
- 2000 - Year of the Horse geregisseerd door Jim Jarmusch, met Crazy Horse
- 2000 - Red Rocks Live met 'Friends & Relatives'
- 2001 - In Berlin met Trans-Band
- 2002 - Rust Never Sleeps (met Crazy Horse)
- 2003 - Live at Vicar St. (bonusdvd bij cd 'Greendale')
- 2004 - Greendale (film)
- 2005 - Live (met Crazy Horse)
- 2006 - Heart of Gold geregisseerd door Jonathan Demme; met documentaires
- 2006 - Living with War met cd
- 2006 - Under Review met Crazy Horse
- 2006 - Live at the Fillmore East met cd, met Crazy Horse
- 2007 - Live at Massey Hall 1971 met cd
- 2008 - Déjà Vu Live met Crosby, Stills & Nash, geregisseerd door Neil Young
- 2009 - Trunk Show, geregisseerd door Jonathan Demme
- 2011 - Journeys, geregisseerd door Jonathan Demme
- 2015 - Muddy track
- 2018 - Paradox, geregisseerd door Daryl Hannah
- 2019 - Mountaintop
- 2021 - Barn, geregisseerd door Daryl Hannah
- 2022 - Harvest time
- 2024 - Fireplace
- 2025 - Neil Young: Coastal, geregisseerd door Daryl Hannah

## Hitlijsten

### NPO Radio 2 Top 2000
| Nummers met noteringen in de NPO Radio 2 Top 2000 | '99 | '00  | '01  | '02  | '03  | '04  | '05  | '06  | '07  | '08  | '09  | '10  | '11  | '12  | '13  | '14  | '15  | '16  | '17  | '18  | '19  | '20  | '21  | '22  | '23  | '24  |
| ------------------------------------------------- | --- | ---- | ---- | ---- | ---- | ---- | ---- | ---- | ---- | ---- | ---- | ---- | ---- | ---- | ---- | ---- | ---- | ---- | ---- | ---- | ---- | ---- | ---- | ---- | ---- | ---- |
| Alabama                                           | -   | 1201 | 1386 | 1189 | 1218 | 1019 | 1169 | 1106 | 1203 | 1147 | 1294 | 1312 | 1539 | 1074 | 1298 | 1683 | -    | -    | -    | -    | -    | -    | -    | -    | -    | -    |
| Harvest Moon                                      | -   | -    | -    | -    | -    | -    | -    | -    | -    | -    | -    | -    | -    | -    | -    | -    | -    | -    | -    | -    | 1193 | 1179 | 1141 | 1194 | 1086 | 1046 |
| Harvest                                           | -   | -    | -    | -    | -    | -    | 751  | 538  | 641  | 917  | 524  | 483  | 673  | 660  | 655  | 858  | 1015 | 1035 | 1083 | 1170 | 1436 | 1555 | 1696 | 1883 | 1997 | -    |
| Heart of Gold                                     | 125 | 155  | 145  | 148  | 153  | 174  | 202  | 165  | 228  | 169  | 175  | 157  | 196  | 187  | 157  | 187  | 222  | 205  | 207  | 240  | 271  | 280  | 317  | 324  | 342  | 383  |
| Like a Hurricane                                  | -   | 98   | -    | 115  | 87   | 106  | 102  | 86   | 84   | 91   | 103  | 93   | 149  | 146  | 166  | 181  | 232  | 347  | 348  | 489  | 562  | 651  | 604  | 699  | 765  | 788  |
| Old man                                           | -   | 426  | 618  | 490  | 391  | 394  | 440  | 398  | 349  | 387  | 244  | 240  | 328  | 282  | 177  | 235  | 252  | 249  | 112  | 227  | 235  | 250  | 339  | 470  | 539  | 540  |
| Only Love Can Break Your Heart                    | 704 | -    | 1061 | 982  | 908  | 884  | 920  | 957  | 1137 | 968  | -    | 1109 | 1404 | 1741 | 1194 | 1451 | 1686 | -    | -    | -    | -    | -    | -    | -    | -    | -    |
| Rockin' in the Free World                         | -   | -    | -    | -    | -    | -    | -    | -    | 491  | 1789 | 367  | 286  | 359  | 359  | 287  | 358  | 269  | 316  | 342  | 368  | 393  | 273  | 399  | 534  | 623  | 565  |
| Southern Man                                      | -   | -    | -    | -    | -    | -    | -    | -    | -    | -    | -    | -    | -    | -    | -    | -    | -    | 1921 | 1847 | 1884 | 1948 | 1908 | -    | -    | -    | -    |
| The needle and the damage done                    | -   | -    | -    | -    | -    | -    | -    | -    | -    | -    | -    | -    | -    | -    | -    | -    | -    | 1691 | 1735 | 1726 | -    | -    | -    | -    | -    | -    |

1. ↑  Een '-' betekent dat het nummer niet was genoteerd en een vetgedrukt getal geeft de hoogste notering van een nummer aan.

### Nummers in deTijdloze 100vanStudio Brussel
| De Tijdloze               | '87 | '88 | '90 | '91 | '92 | '93 | '94 | '95 | '96 | '97 | '98 | '99 | '00 | '01 | '02 | '03 | '04 | '05 | '06 | '07 | '08 | '09 | '10 | '11 | '12 | '13 | '14 | '15 | '16 | '17 | '18 | '19 | '20 | '21 | '22 | '23 | '24 |
| ------------------------- | --- | --- | --- | --- | --- | --- | --- | --- | --- | --- | --- | --- | --- | --- | --- | --- | --- | --- | --- | --- | --- | --- | --- | --- | --- | --- | --- | --- | --- | --- | --- | --- | --- | --- | --- | --- | --- |
| Heart of gold             | -   | -   | 67  | -   | -   | -   | -   | -   | -   | -   | -   | -   | -   | -   | -   | -   | -   | -   | -   | -   | -   | -   | -   | -   | -   | -   | -   | 66  | 65  | 79  | 77  | 79  | 60  | 87  | 90  | 98  | -   |
| Like a hurricane          | 79  | 44  | 37  | 23  | 41  | 15  | 12  | 13  | 12  | 18  | 25  | 34  | 32  | 44  | 36  | 43  | 54  | 58  | 51  | 36  | 40  | 36  | 63  | 27  | 31  | 20  | 37  | 42  | 63  | 67  | 80  | 81  | 69  | 70  | 68  | 73  | 90  |
| Rockin' in the free world | -   | -   | -   | 78  | 31  | 35  | 70  | 40  | 48  | 63  | 76  | 89  | 87  | 97  | 77  | -   | 80  | -   | 73  | 97  | 84  | 69  | -   | -   | -   | 95  | 99  | -   | -   | -   | -   | -   | -   | -   | -   | -   | -   |

## Trivia
- Kurt Cobain heeft in zijn afscheidsbrief verwezen naar een lied van Neil Young "Hey Hey, My My" met de tekst "It's better to burn out than to fade away".
- Zijn album Tonight's the night gaat vergezeld van twee lange Nederlandstalige artikelen, die eerder in Muziekkrant Oor zijn gepubliceerd. Ook internationaal werd deze bijlage (onvertaald) bij het album gevoegd.
- De Franse schrijver Michel Houellebecq is een groot liefhebber van Youngs muziek. Voor de in 2000 verschenen Dictionnaire du Rock schreef hij het lemma over Neil Young. Hij schreef daarin onder andere: "Hoe word je Neil Young? Dat vertelt hij ons in het zeer autobiografische 'Don't Be Denied': de ontwrichte kinderjaren, de klappen op school, de ontmoeting met Stephen Stills, het verlangen om een ster te worden. En door alles heen de wil om vol te houden. Laat je niet kapotmaken door de wereld." Houellebecq besluit met: "Ik luister nu al twintig jaar naar Neil Young; hij heeft me vaak gezelschap gehouden, in lijden en in twijfel. Ik weet nu dat de tijd ons niet klein zal krijgen."[102]

### Documentaires (selectie)
- Year of the Horse (1997)
- Neil Young: Heart of Gold (2006)
- Don't Be Denied (2009)
- Neil Young Trunk Show (2009)
- Neil Young Journeys (2011)

### Verwijzingen
1. ↑  Young 1984, p. 25.
2. ↑  McDonough 2003, p. 9 van de fotobijlage.
3. ↑  Kuijpers, Martijn (8 februari 2008). "Neil Young in de Lage Landen: 1993-2003", Kindamuzik.
4. ↑  Echard 2005, p. 43.
5. ↑  Rogan 2000, p. 594.
6. ↑  Durchholz 2010, p. 156.
7. 1 2 3  "Crosby, Stills, Nash and Young" in Rolling Stone's Encyclopedia of Rock & Roll (2001), p. 224-225. Uitg.: Rolling Stone Press, ISBN 9780743201209.
8. ↑  Verbeke 1992, p. 11.
9. 1 2 3 4  Verbeke 1992, p. 13.
10. ↑  McDonough 2003, p. 37.
11. ↑  Young 1984, p. 21.
12. 1 2  Gulla, Bob (2008). Guitar Gods: The 25 Players Who Made Rock History, p. 236. Uitg.: ABC-CLIO, ISBN 9780313358067.
13. ↑  Bernstein 2008, p. 5.
14. ↑  Bernstein 2008, p. 12-13.
15. ↑  Young 1984, p. 46 en 53.
16. ↑  Young 1984, p. 48.
17. ↑  Young 1984, p. 49.
18. ↑  "Neil Young" in The Canadian Encyclopedia.
19. 1 2  Durchholz 2010, p. 14.
20. 1 2  Durchholz 2010, p. 15.
21. ↑  Verbeke 1992, p. 12.
22. 1 2 3  Chong 2005, p. 96.
23. ↑  Young 2012, p. 263.
24. ↑  Don't Be Denied 2009, 09:07-09:14.
25. ↑  Young 1984, p. 61.
26. ↑  Rogan 2000, p. 34.
27. ↑  Chong 2005, p. 100.
28. ↑  Young 1984, p. 65.
29. ↑  Verbeke 1992, p. 16.
30. 1 2 3 4 5  Unterberger, Richie. "The Mynah Birds". AllMusic. Geraadpleegd op 3 september 2012.
31. ↑  "James, Rick (originally, Johnson, James Jr.)" in Baker’s Biographical Dictionary of Musicians (1 januari 2001). Geraadpleegd op 3 september 2012.
32. ↑  Erlewine, Stephen Thomas. "The Complete Motown Singles, Vol. 6: 1966 - Various Artists". AllMusic. Geraadpleegd op 3 september 2012.
33. ↑  Christensen, Thor (15 juli 2004). "Rock's unsung milestones". The Charleston Gazette.
34. ↑  Wireless News (9 april 2012). "UMe to Roll Out New Set of Limited Edition Vinyl for National 'Record Store Day'". Geraadpleegd op 3 september 2012 via HighBeam.
35. ↑  Verbeke 1992, p. 17.
36. ↑  Einarson 1997, p. 11.
37. ↑  Erlewine, Stephen Thomas. "Neil Young". AllMusic. Geraadpleegd op 1 september 2012.
38. ↑  Einarson 1997, p. 12.
39. 1 2  "Buffalo Springfield" in Rolling Stone's Encyclopedia of Rock & Roll (2001), p. 127-128. Uitg.: Rolling Stone Press, ISBN 9780743201209.
40. ↑  Einarson 1997, p. 175-176.
41. ↑  This is Robert Fulford (11 februari 1969). Interview van Young met Robert Fulford. Canadian Broadcasting Corporation. (gearchiveerd)
42. 1 2 3  Schneider, Jason (2009). Whispering Pines: The Northern Roots of American Music . . . from Hank Snow to The Band. Uitg.: ECW Press, ISBN 9781550228748.
43. ↑  Prato, Greg. "Crazy Horse". AllMusic. Geraadpleegd op 9 september 2012.
44. ↑  Rogan 2000, p. 207.
45. ↑  Rogan 2000, p. 223.
46. ↑  Hillstrom, Kevin e.a. (1998). The Vietnam Experience: A Concise Encyclopedia of American Literature, Songs, and Films, p. 214. Uitg.: Greenwood Press.
47. ↑  Rogan 2000, p. 224.
48. ↑  "After the Gold Rush - Neil Young: Awards" op AllMusic. Geraadpleegd op 4 september 2012. (gearchiveerd)
49. 1 2  Rogan 2000, p. 258.
50. ↑  Young 1984, p. 142.
51. 1 2  Young 1984, p. 145.
52. ↑  Verbeke e.a. 1992, p. 50.
53. ↑  Rogan 2000, p. 261.
54. 1 2  Rogan 2000, p. 262.
55. ↑  Greene, Andy (27 juli 2010). Neil Young Sideman Ben Keith Dies at 73". Rolling Stone. Geraadpleegd op 6 december 2010.
56. ↑  Rogan 2000, p. 276.
57. ↑  Young 2012, p. 176.
58. ↑  Rogan 2000, p. 270.
59. ↑  Rogan 2000, p. 272.
60. 1 2  McDonough 2003, p. 401-402.
61. ↑  Rogan 2000, p. 295-296.
62. ↑  Don't Be Denied 2009, ±29:26.
63. ↑  Durchholz 2010, p. 93.
64. ↑  Jones, Allan (mei 2010). "The 50 Greatest Lost Albums - Neil Young, Time Fades Away", Uncut, nr. 156, p. 59-62.
65. ↑  Neelissen, Bernadette (juni 1997). "Neil Young: Altijd Een Geldig Kaartje", Samson All Areas, jg. 2, nr. 5, p. 12-13.
66. ↑  Verbeke 1992, p. 60.
67. ↑  Young 1984, p. 185.
68. ↑  Jordan Runtagh, "15 Legendary Unreleased Albums." Rolling Stone, 18 mei 2016, online
69. ↑  Crowe, Cameron (14 augustus 1975). "The Rebellious Neil Young". Rolling Stone.
70. 1 2 3  "Neil Young" in Rolling Stone's Encyclopedia of Rock & Roll (2001), p. 1098-1100. Uitg.: Rolling Stone Press, ISBN 9780743201209.
71. ↑  George M. Plasketes (1992), "Taking Care of Business: The Commercialization of Rock Music" in America's Musical Pulse: Popular Music in Twentieth-Century Society, p. 153. Uitg.: Praeger.
72. ↑  Andy Greene (4 juni 2012), "Neil Young Explains Buffalo Springfield's Aborted Reunion", Rolling Stone.
73. ↑  Banks, Jack (1996). Monopoly Television: MTV's Quest to Control the Music, p. 177 en 182. Uitg.: Westview Press.
74. ↑  McDonough 2003, p. 624-625.
75. ↑  Rogan 2001, p. 540.
76. ↑  Simmons, Sylvie (2010). "Bay City rockers", Mojo, nr. 203, oktober 2010, p. 124.
77. ↑  Inman, Davis (20 mei 2010). "Neil Young’s Twisted Road Tour Begins", American Songwriter.
78. ↑  Andy Greene (29 juli 2010). "Neil Young Preps New Album, Box Set", Rolling Stone.
79. ↑  Greene, Andy (20 augustus 2010). "Neil Young Releasing New Disc, ‘Le Noise,’ Next Month", Rolling Stone.
80. ↑  Greene, Andy (24 oktober 2010). "Buffalo Springfield Bridge School Reunion a Triumph", Rolling Stone.
81. ↑  Greene, Andy (30 juni 2011). "Buffalo Springfield Postpone Reunion Tour", Rolling Stone.
82. ↑  Greene, Andy (25 juni 2013). "Flashback: Buffalo Springfield Reunite at the 2010 Bridge School Benefit", Rolling Stone.
83. ↑  SPIN (3 mei 2012). "SPIN's 100 Greatest Guitarists of All Time". Geraadpleegd op 23 juni 2012.
84. ↑  Greene, Andy (24 augustus 2012). "Neil Young and Crazy Horse Double-Disc 'Psychedelic Pill' Due in October". Rolling Stone. Geraadpleegd op 26 augustus 2012.
85. ↑  Greene, Andy (8 augustus 2013). "Neil Young and Crazy Horse Cancel Remaining European Tour Dates". Rolling Stone.
86. ↑  Greene, Andy (19 augustus 2013). "Neil Young and Crazy Horse Cancel Four-City North American Tour". Rolling Stone.
87. ↑  MacNeil, Jason (10 september 2013). "Neil Young Talks Oilsands, Compares Fort McMurray To Hiroshima", The Huffington Post.
88. ↑  Sterritt, Angela (10 januari 2014). "Neil Young set to kick off Honour the Treaties tour", CBC.
89. ↑  Kozinn, Allan (30 juni 2014)."Neil Young and Crazy Horse to Tour With a Substitute Bassist", The New York Times.
90. ↑  Giles, Jeff (3 maart 2016)."Neil Young Schedules New Album for Summer Release", Ultimate Classic Rock.
91. ↑  Steve Appleford, 5 Things We Learned at Neil Young "Earth" Album Preview. Rolling Stone, 7 mei 2016, online.
92. ↑  Brian Hiatt, 'Neil Young on His New Album, Trump, Future of Pono.' Rolling Stone, 13 december 2016, online.
93. ↑  NOS, Spotify verwijdert muziek Neil Young na klachten zanger over podcast Joe Rogan, 27 januari 2022
94. ↑  (en)  Joni Mitchell joins Neil Young in leaving Spotify as company loses $4 billion in market value, Louder Sound, geraadpleegd op 2 februari 2022
95. ↑  (en) Tweet van David Crosby, Twitter, 2 februari 2022
96. ↑  (en) Beaumont-Thomas, Ben, "Neil Young to return music to Spotify as he attacks ‘disinformation’ across streaming services", The Guardian, 13 maart 2024. Geraadpleegd op 24 mei 2024.
97. ↑  Billboard, Neil & Pegi Young Getting Divorced After 36 Years, 26 augustus 2014
98. ↑  https://www.nu.nl/achterklap/5546282/neil-young-72-bevestigt-huwelijk-met-daryl-hannah-57.html
99. ↑  Sinan Kökbugur, Muziekdienst Pono Music is failliet. hifi.nl (6 februari 2018). Geraadpleegd op 6 februari 2020.
100. ↑  Erlewine, Stephen Thomas. Biografie van Neil Young. AllMusic.
101. ↑  Hitnoteringen in de VS/Canada, NL Top 40, Nationale Hitparade, BRT Top 30 en Ultratop
102. ↑  Michel Houellebecq, 'Neil Young', in: Dictionnaire du Rock (redactie: Michka Assayas, 2000); de Nederlandse vertaling werd in 2004 opgenomen in de bundel: De koude revolutie. Confrontaties en bespiegelingen, pp. 262-265. Verzamelde essays van Michel Houellebecq, samengesteld en vertaald door Martin de Haan. De Arbeiderspers, Amsterdam / Antwerpen. ISBN 9029522577.

- Bibsys: 99030456
- Biblioteca Nacional de España: XX938078
- Bibliothèque nationale de France: cb13901347v (data)
- CiNii: DA12052996
- Gemeinsame Normdatei: 119133695
- International Standard Name Identifier: 0000 0003 7388 9026
- Library of Congress Control Number: n82063191
- MusicBrainz: 75167b8b-44e4-407b-9d35-effe87b223cf
- Bibliotheek van het Japanse parlement: 00477649
- Nationale Bibliotheek van Tsjechië: jn20000701990
- Nationale bibliotheek van Australië: 35988322
- Nationale Bibliotheek van Israël: 987007445113705171
- Nationale Bibliotheek van Polen: a0000001186960
- Nationale en Universitaire bibliotheek Zagreb: 000048046
- Nederlandse Thesaurus van Auteursnamen: 070426910
- Istituto Centrale per il Catalogo Unico: SBLV163221
- LIBRIS: 170643
- SNAC: w6n605xz
- Système universitaire de documentation: 035136782
- Trove: 1174733
- Virtual International Authority File: 198007
- WorldCat: E39PBJyMhPpqXj8HDPHPwyK68C

David Crosby · Stephen Stills · Graham Nash · Neil Young